# アール・ライター
アール・ライター（英語: Erle Charles Reiter、1916年12月29日 - 2008年12月3日）は、アメリカ合衆国、ミネアポリス出身のフィギュアスケート選手（男子シングル）。1936年ガルミッシュ・パルテンキルヘンオリンピックアメリカ合衆国代表。

## 主な戦績
| 大会/年      | 1935-36 | 1936-37 | 1937-38 |
| ------------ | ------- | ------- | ------- |
| オリンピック | 13      |         |         |
| 世界選手権   | 11      |         |         |
| 全米選手権   | 2       | 2       | 2       |